# Observatoire de Colleverde
L'observatoire de Colleverde était un observatoire astronomique italien situé dans la frazione Colleverde de la commune de Guidonia Montecelio. Son code MPC était 596 Colleverde di Guidonia,.
L'observatoire a été créé en 1981 sur l'initiative privée de Vincenzo Silvano Casulli. Il demeura ouvert jusqu'en 2003 quand le fondateur s'installa à Borbona pour fonder l'observatoire astronomique de Vallemare di Borbona.
Le Centre des planètes mineures le crédite de la découverte de deux astéroïdes, découverts respectivement en 1994 et en 2000. Cependant, la majeure partie des découvertes faites par Casulli dans cet observatoire lui sont directement attribuées.
| (7529) Vagnozzi    | 16 janvier 1994 |
| (53843) Antjiekrog | 30 mars 2000    |